# Чіні Дорджі
Чіні Дорджі  — бутанський футболіст, півзахисник національної збірної Бутану. Свій єдиний матч у національній команді зіграв 2011 року в поєдинку проти збірної Афганістану, в якому бутанці поступилася з рахунком 1:8. Дорджі вийшов на поле з лави для запасних, проте відзначитися голом не зумів.